# Canetto

Kleine Enten im Wappen

Mit Canetto, Pl. Canetten, werden in der Heraldik kleine Enten (franz. canette, dt. junge weibliche Ente) im Wappen bezeichnet. Diese sind wahlweise gestümmelt an Beinen, Schnäbeln und/oder Flügeln. Diese gemeine Figur wird nach den heraldischen Regeln tingiert und kann in Kombination mit anderen Wappenfiguren in einem Feld oder Wappen sein. Eine symbolische Aussage für das Wappentier ist nicht bekannt. Ein anderer Begriff ist Merlette, die aber oft als gestümmelte Amsel gesehen wird.